# Cruz del Rayo (métro de Madrid)
Cruz del Rayo est une station de métro à Madrid, en Espagne. Ouverte le 30 décembre 1983, elle est située sur la ligne 9 du métro de Madrid entre Concha Espina et Avenida de América.